# Wolfgang Schmidt
Wolfgang Schmidt (ur. 16 stycznia 1954 w Berlinie) – reprezentujący pierwotnie NRD, a w późniejszych latach RFN, lekkoatleta, który specjalizował się w rzucie dyskiem.
Dwukrotnie startował w igrzyskach olimpijskich: Montreal 1976 (srebrny medal) oraz Moskwa 1980 (4. miejsce). W 1973 roku został mistrzem Europy juniorów, a w 1978 zwyciężył w seniorskim czempionacie Starego Kontynentu w rzucie dyskiem i był trzeci w rywalizacji kulomiotów. Złoty medalista uniwersjady w Meksyku (1979). Rekordzista Europy oraz świata. Pięć razy w karierze poprawiał rekord NRD, a dwa razy rekord RFN. Medalista mistrzostw Niemiec Wschodnich i Zachodnich, a także reprezentant obu krajów m.in. w meczach międzypaństwowych. 
W 1981 postanowił uciec z NRD do RFN. Trenował w klubie policyjnym – Dynamo Berlin – i miał wówczas stopień podporucznika w związku z czym był kontrolowany przez Ministerstwo Bezpieczeństwa Państwowego. Jego plany dotyczące ucieczki na zachód zostały odkryte, a dyskobol został jesienią 1982 roku skazany na półtora roku pozbawienia wolności. Z więzienia zwolniono go w 1983 roku, a sam zawodnik wystąpił o wizę wyjazdową do RFN argumentując swoją decyzję chęcią kontynuowania kariery na zachodzie. W 1987 udało mu się przeprowadzić na zachód jednak nie zdążył już zakwalifikować się do reprezentacji na igrzyska olimpijskie w Seulu. Do skandalu z udziałem Schmidta i dyskobola NRD Jürgena Schulta doszło podczas meczu pomiędzy drużynami RFN i NRD. Po zwycięstwie w konkursie Schult nie odebrał gratulacji od Schmidta.
Schmidt w 1990 roku zdobył – dla RFN – brązowy medal podczas mistrzostw Europy, a rok później już w barwach zjednoczonych Niemiec był 4. na mistrzostwach świata w Tokio (zdobywając wcześniej tytuł mistrza Niemiec).

## Rekordy życiowe
- rzut dyskiem – 71,16 (9 sierpnia 1978, Berlin) (były rekord świata)
- rzut dyskiem (hala) – 66,20 (9 stycznia 1980, Berlin) (były rekord świata, aktualny rekord Niemiec)
- pchnięcie kulą – 20,76 (1978)

## Osiągnięcia

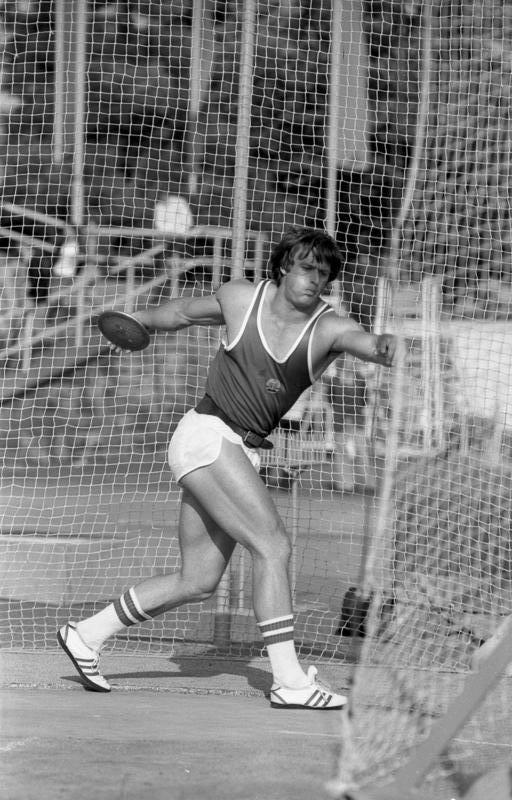
Wolfgang Schmidt podczas zawodów w Dreźnie 13 czerwca 1981

| Rok  | Impreza                     | Miejsce           | Pozycja    | Wynik |        |
| ---- | --------------------------- | ----------------- | ---------- | ----- | ------ |
| 1973 | Mistrzostwa Europy juniorów | Duisburg          | 1. miejsce | 61,30 |        |
| 1974 | Mistrzostwa Europy          | Rzym              | 8. miejsce | 59,56 |        |
| 1976 | Igrzyska olimpijskie        | Montreal          | 2. miejsce | 66,22 |        |
| 1977 | Półfinał pucharu Europy     | Ateny             | 1. miejsce | 64,70 |        |
| 1977 | Finał pucharu Europy        | Helsinki          | 2. miejsce | 66,86 |        |
| 1977 | Puchar świata               | Düsseldorf        | 1. miejsce | 67,14 |        |
| 1978 | Mistrzostwa Europy          | Praga             | 3. miejsce | 20,30 |        |
| 1978 | Mistrzostwa Europy          | Praga             | 1. miejsce | 66,82 |        |
| 1979 | Uniwersjada                 | Meksyk            | 1. miejsce | 60,78 |        |
| 1979 | Półfinał pucharu Europy     | Genewa            | 1. miejsce | 66,30 |        |
| 1979 | Finał pucharu Europy        | Turyn             | 1. miejsce | 66,76 |        |
| 1980 | Igrzyska olimpijskie        | Moskwa            | 4. miejsce | 65,64 |        |
| 1981 | Półfinał pucharu Europy     | Villeneuve-d’Ascq | 1. miejsce | 68,64 |        |
| 1990 | Mistrzostwa Europy          | Split             | 3. miejsce | 64,10 |        |
| 1991 | Mistrzostwa świata          | Tokio             | 4. miejsce | 64,76 | Niemcy |

## 10 najlepszych wyników
| Wynik | Data             | Miejsce   |
| ----- | ---------------- | --------- |
| 71,16 | 9 sierpnia 1978  | Berlin    |
| 70,92 | 9 września 1989  | Norden    |
| 70,24 | 18 sierpnia 1978 | Poczdam   |
| 69,60 | 13 czerwca 1981  | Drezno    |
| 69,54 | 13 sierpnia 1978 | Warszawa  |
| 69,08 | 7 lipca 1979     | Berlin    |
| 69,06 | 7 lipca 1981     | Sztokholm |
| 68,98 | 12 sierpnia 1978 | Drezno    |
| 68,92 | 31 maja 1978     | Berlin    |
| 68,64 | 5 lipca 1981     | Lille     |